# 07-Ghost
07-Ghost este un manga scris de Yuki Amemiya și Yukino Ichihara. Publicat prima oară de Ichijinsha (companie manga japoneză) din 25 noiembrie 2005(12 volume).
Pe 6 aprilie 2009 începe seria anime(25 episoade) până pe 22 septembrie 2009. Genul seriei: Acțiune, Fantezie, Supranatural
Teme regăsite în serie: Armată, Demoni, Magie, Super puteri 
Vârsta recomandată: 15+
Data lansării: 7 aprilie 2009 
Număr de episoade: 25

## Descriere
Academia Militară a Imperiului Barsburg e cunoscută pentru antrenarea elitelor ce aduc victorie imperiului. Studenții academiei folosesc o abilitate numită "Zaiphon" pentru a lupta, în timp ce utilizarea Zaiphonului depinde de natura soldatului.Teito Klein, student al academiei, este unul dintre cei mai promițători soldați. Deși ridiculizat de toți pentru că e sclav fără nicio amintire a trecutului său, el are un prieten student numit Mikage. În timp ce se pregătește pentru examenul final, Teito descoperă un secret întunecat al trecutului său. Când încearca să-l asasineze pe Ayanami, un înalt ofițer ce l-a ucis pe tatăl său, eșuează, Teito e închis așteptându-și pedeapsa.
Dorind ce e mai bun pentru Teito, Mikage îl ajută să scape. Acesta este lăsat în urmă suportând consecințele...